# Matt Smith (gitarist)
Matt Smith is een Amerikaans gitarist. Hij was de oorspronkelijke gitarist van de Amerikaanse glamrockband Paris, die later zou hernoemd worden tot Poison. Hij speelde op verschillende demo's, vooraleer vervangen te worden door C.C. DeVille. Enkele nummers op het album Look What the Cat Dragged In werden mede door hem geschreven, hoewel DeVille de gitarist was op dat album.
Leden: Bret Michaels · C.C. DeVille · Bobby Dall · Rikki Rockett

Ex-leden: Blues Saraceno · Richie Kotzen · Matt Smith

Studioalbums: Look What the Cat Dragged In · Open up and say... ahh! · Flesh & Blood · Native Tongue · Crack a Smile... and More! · Power to the People · Hollyweird · Poison'd!

Compilaties: Poison's Greatest Hits: 1986-1996 · Poison - Rock Champions · Best of Ballads & Blues · Rock Breakout Years: 1987 · The Best of Poison: 20 Years of Rock · Great Big Hits: Live Bootleg

Livealbums: Swallow This Live · Seven days live